# Angela Malestein
Antje Angela Malestein (Spakenburg, 1993. január 31. –) világbajnok holland válogatott kézilabdázó, jobbszélső, a magyar FTC játékosa.

## Pályafutása

### Klubcsapatokban
Pályafutását hazájában kezdte, 2008 és 2011 között a VOC Amszterdam játékosa volt. A 2011-2012-es idényt az SV Dalfsenben töltötte és bajnoki címet szerzett a csapattal. 2012 nyarán külföldre igazolt, a német Blomberg-Lippe igazolta le. Két idény elteltével a Bietigheimhez szerződött, az ott eltöltött hat szezon alatt pedig kétszer nyert bajnoki címet a német Bundesligában. 2020 nyarától a Ferencváros kézilabdázója. A 2020-2021-es szezonban bajnoki címet szerzett a csapattal.

### A válogatottban
2011-ben ezüstérmes volt a junior Európa-bajnokságon és beválasztották a torna All-Star csapatába is. A holland válogatottban 2009-ben mutatkozott be, első nagy tornája a 2010-es női kézilabda-Európa-bajnokság volt. A kontinenstornákon 2016-ban ezüst, 2018-ban bronzérmet szerzett. Részt vett a 2016-os riói olimpián, ahol a hollandok a 4. helyen végeztek. 2019-ben tagja volt a világbajnoki címet szerző válogatottnak is.

## Sikerei, díjai
- Bajnokok Ligája
  - Döntős: 2023
- Bundesliga
  - Bajnok: 2017, 2019
- Eredivisie
  - Bajnok: 2012
- NB I
  - Bajnok: 2021, 2024
- Magyar Kupa
  - Győztes: 2022, 2023,[7] 2024, 2025